# سباق أمستل الذهبي 2010
سباق أمستل الذهبي 2010 هو سباق دراجات هوائية أقيم بتاريخ أبريل 18، تكون السباق من مرحلة واحدة وامتدّ لمسافة 257.4 كم. فاز به البلجيكي فيليب جيلبير وحلّ ثانيا الكندي رايدر هيسجيدال بينما حصل على المركز الثالث الإيطالي إنريكو جاسباروتو.

## الترتيب
| م                     | الدرّاج           | البلد   | الزمن |
| --------------------- | ---------------- | ------- | ----- |
| الفائز بالترتيب العام | فيليب جيلبير     | بلجيكا  |       |
| الثاني                | رايدر هيسجيدال   | كندا    |       |
| الثالث                | إنريكو جاسباروتو | إيطاليا |       |